# Glires
Glires je klada (ponekad rangirana kao veliki red) koji se sastoji od glodara i lagomorfa (kunića, zečeva i pika). O hipotezi da oni čine monofiletsku grupu dugo se raspravljalo na osnovu morfoloških dokaza. Dve morfološke studije, objavljene 2001. i 2003, snažno podržavaju monofiliju Gliresa. Konkretno, jedna studija iz 2003. izvestila je o otkriću fosilnog materijala bazalnih članova Gliresa, posebno rodova Mimotona, Gomphos, Heomys, Matutinia, Rhombomylus, i Sinomylus. Njihov opis, 2005. godine, je pomogao da se premosti jaz između tipičnih glodara i lagomorfa. Podaci objavljeni 2001. godine, zasnovani na nuklearnoj DNK, podržavaju Glires kao sestrinsku grupu Euarchonta, pri čemu formirju Euarchontoglires, ali neki genetski podaci iz nuklearne i mitohondrijalne DNK su to podržavali u manjoj meri. Studija, objavljena 2007. godine, koja istražuje podatke o prisustvu/odsustvu retrotranspozona nedvosmisleno podržava hipotezu Gliresa. Studije objavljene 2011. i 2015. postavljaju Scandentia kao sestrinsku kladu Gliresa, čime se Euarchonta stavlja van snage kao klada.
|        | Scandentia (tupaje)                                                                      |
|        |                                                                                          |
| Glires | \| \| Rodentia (glodari) \| \| \| \| \| \| Lagomorpha (kunići, zečevi, pike) \| \| \| \| |
|        | \| \| Rodentia (glodari) \| \| \| \| \| \| Lagomorpha (kunići, zečevi, pike) \| \| \| \| |
|        | Rodentia (glodari)                                                                       |
|        |                                                                                          |
|        | Lagomorpha (kunići, zečevi, pike)                                                        |
|        |                                                                                          |

|  | Rodentia (glodari)                |
|  |                                   |
|  | Lagomorpha (kunići, zečevi, pike) |
|  |                                   |

|  | Dermoptera (kolugo)                                                        |
|  |                                                                            |
|  | \| \| Primates (†Plesiadapiformes, Strepsirrhini, Haplorrhini) \| \| \| \| |
|  |                                                                            |
|  | Primates (†Plesiadapiformes, Strepsirrhini, Haplorrhini)                   |
|  |                                                                            |

|  | Primates (†Plesiadapiformes, Strepsirrhini, Haplorrhini) |
|  |                                                          |

|        | Scandentia (tupaje)                                                                      |
|        |                                                                                          |
| Glires | \| \| Rodentia (glodari) \| \| \| \| \| \| Lagomorpha (kunići, zečevi, pike) \| \| \| \| |
|        | \| \| Rodentia (glodari) \| \| \| \| \| \| Lagomorpha (kunići, zečevi, pike) \| \| \| \| |
|        | Rodentia (glodari)                                                                       |
|        |                                                                                          |
|        | Lagomorpha (kunići, zečevi, pike)                                                        |
|        |                                                                                          |

|  | Rodentia (glodari)                |
|  |                                   |
|  | Lagomorpha (kunići, zečevi, pike) |
|  |                                   |

|  | Dermoptera (kolugo)                                                        |
|  |                                                                            |
|  | \| \| Primates (†Plesiadapiformes, Strepsirrhini, Haplorrhini) \| \| \| \| |
|  |                                                                            |
|  | Primates (†Plesiadapiformes, Strepsirrhini, Haplorrhini)                   |
|  |                                                                            |

|  | Primates (†Plesiadapiformes, Strepsirrhini, Haplorrhini) |
|  |                                                          |

## Literatura
- Asher RJ, Meng J, Wible JR,  . (фебруар 2005). „Stem Lagomorpha and the antiquity of Glires”. Science. 307 (5712): 1091—4. Bibcode:2005Sci...307.1091A. PMID 15718468. S2CID 42090505. doi:10.1126/science.1107808.
- Madsen O, Scally M, Douady CJ,  . (фебруар 2001). „Parallel adaptive radiations in two major clades of placental mammals”. Nature. 409 (6820): 610—4. Bibcode:2001Natur.409..610M. PMID 11214318. S2CID 4398233. doi:10.1038/35054544.
- Meng J, Hu Y, Li C (2003). „The osteology of Rhombomylus (Mammalia, Glires): implications for phylogeny and evolution of Glires”. Bulletin of the American Museum of Natural History. 275: 1—247. doi:10.1206/0003-0090(2003)275<0001:TOORMG>2.0.CO;2. hdl:2246/442.
- Meng J, Wyss AR (2001). „The morphology of Tribosphenomys (Rodentiaformes, Mammalia): phylogenetic implications for basal Glires”. Journal of Mammalian Evolution. 8 (1): 1—71. S2CID 22968979. doi:10.1023/A:1011328616715.
- Murphy WJ, Eizirik E, Johnson WE, Zhang YP, Ryder OA, O'Brien SJ (фебруар 2001). „Molecular phylogenetics and the origins of placental mammals”. Nature. 409 (6820): 614—8. Bibcode:2001Natur.409..614M. PMID 11214319. S2CID 4373847. doi:10.1038/35054550.
- Arnason U, Adegoke JA, Bodin K,  . (јун 2002). „Mammalian mitogenomic relationships and the root of the eutherian tree”. Proceedings of the National Academy of Sciences of the United States of America. 99 (12): 8151—6. Bibcode:2002PNAS...99.8151A. PMC 123036 . PMID 12034869. doi:10.1073/pnas.102164299 .
- Kriegs JO, Churakov G, Jurka J, Brosius J, Schmitz J (април 2007). „Evolutionary history of 7SL RNA-derived SINEs in Supraprimates”. Trends in Genetics. 23 (4): 158—61. PMID 17307271. doi:10.1016/j.tig.2007.02.002.